# Skeuvre
Skeuvre est un hameau belge de l'ancienne commune de Natoye, situé dans la commune de Hamois en Région wallonne (province de Namur).

## Situation et accès
Ce hameau condruzien, autrefois rattaché à la commune de Natoye, est situé dans la commune belge de Hamois, elle-même située en Région wallonne dans la province de Namur, à environ 25 km au sud du chef-lieu de cette même province et capitale de la région.

## Le château

### Description
Il s'agit d'un ensemble architectural datant des XVIIIe et XIXe siècles, situé dans un site vallonné. Sa forme générale est caractérisée par le volume ramassé de l'édifice principal hérissé de quatre tours d'angle.  
Le château a été édifié en moellons de grès et pierre bleue à l'avant et en brique et pierre bleue à l'arrière. La façade principale date probablement du premier tiers du XIXe siècle et a été remodelée dans la deuxième moitié de ce même siècle.

### Dans la culture populaire

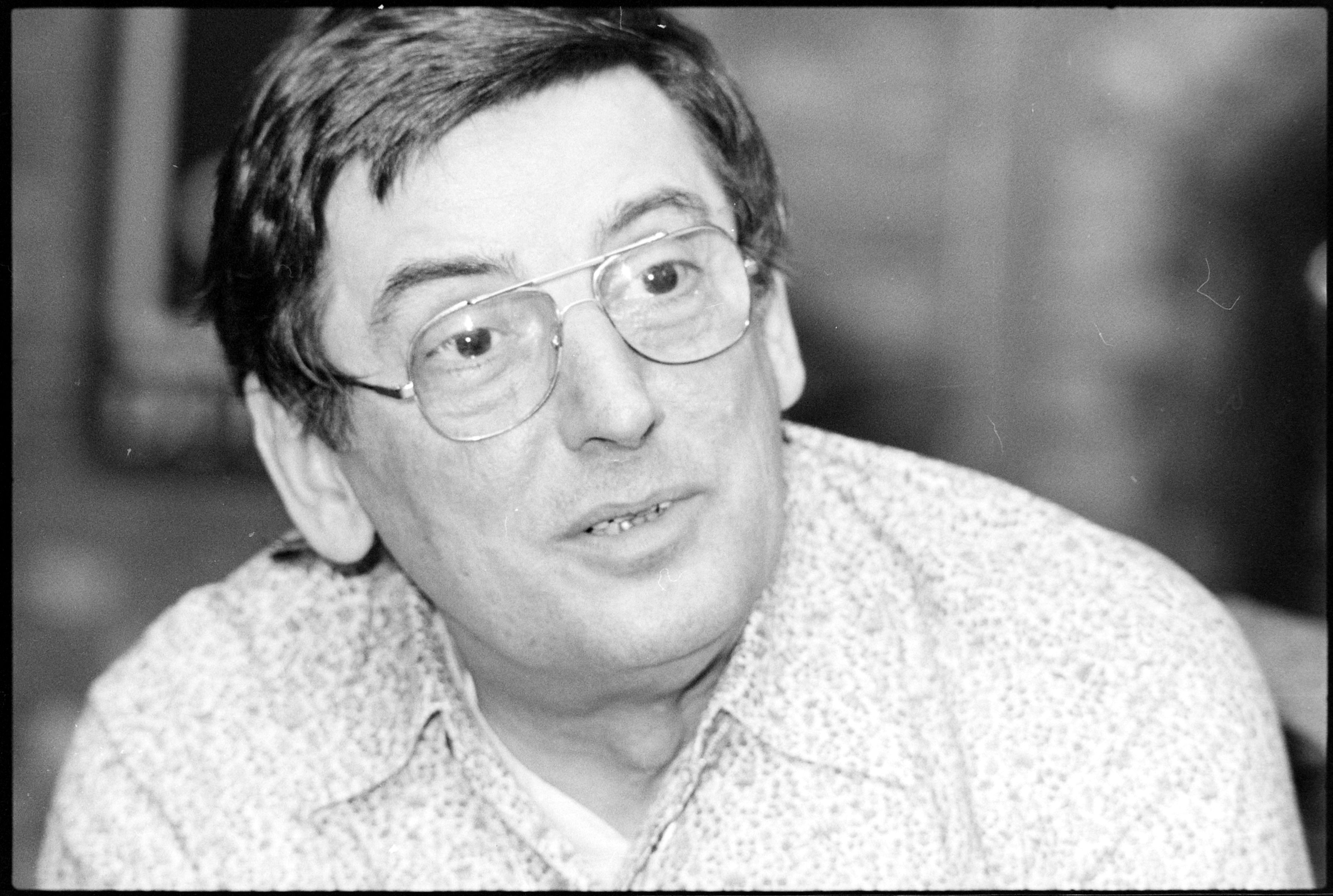
André Franquin

Franquin a été inspiré par le château de Skeuvre qu'il découvrit grâce à son épouse qui séjourna quelque temps à Natoye quand elle était jeune. Elle avait conservé de ce séjour quelques photographies du château que Franquin utilisa pour créer le domaine du comte de Champignac, et donc le château de Champignac,.

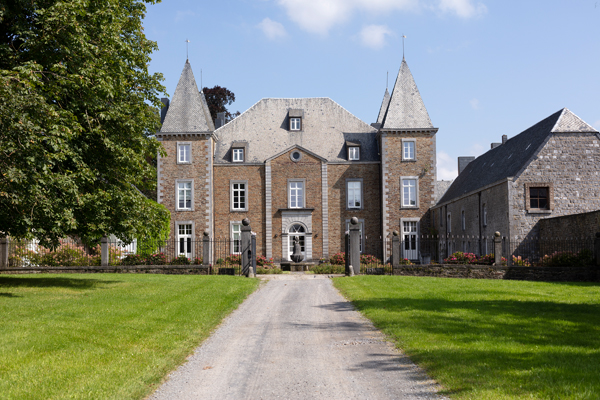
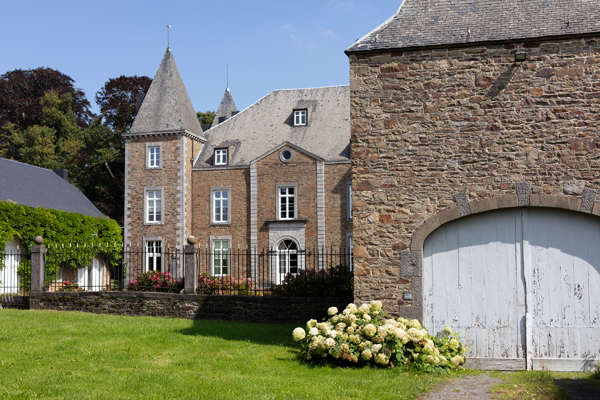
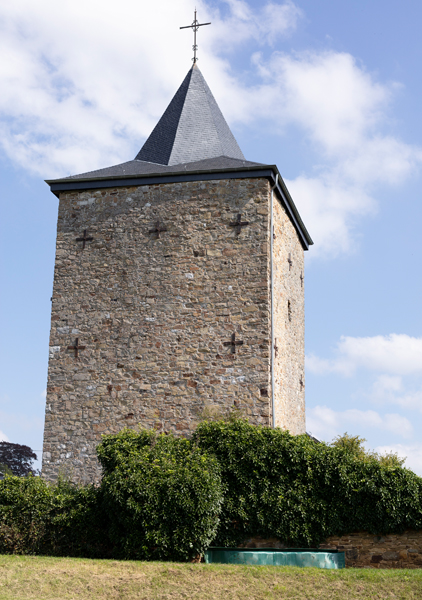
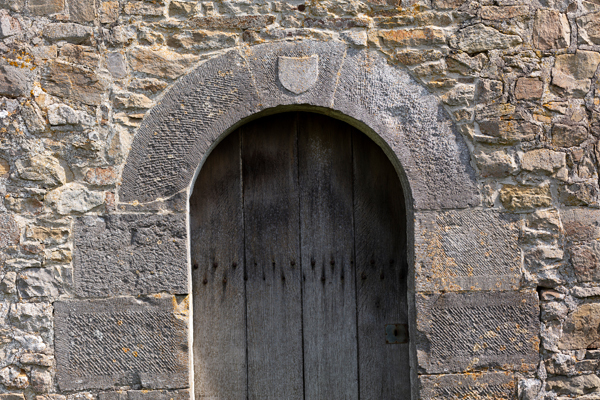